# Nucleolites amplus
Espèce
Nucleolites amplus est une espèce éteinte d'oursins du Jurassique moyen (Bajocien), appartenant à la famille également éteinte des Nucleolitidae.

## Description
Ce sont des oursins irréguliers de forme arrondie sub-trapézoïdale et légèrement bombée. Ils sont très proches de Nucleolites scutatus, mais ne partagent pas la même répartition stratigraphique (Dogger) et leur forme est plus anguleuse.